# Дофарски рат
Дофарски рат (арап. ثورة ظفار),познат и као Омански грађански рат (арап. الحرب الأهلية العمانية‎‎) је био војни сукоб током 1960-их и 1970-их између Оманских власти и њихових савезника против побуњених исламиста и комуниста који су се у првој фази рата борили против конзервативног султана, а после тога и против новог Кабуса ибн Саида ел Саида који је започео убрзану модернизацију земље. Нови султан је 1970. године променио име државе у ,,Султанат Оман".

## Позадина
Султанат Маскат и Оман је 1962. године био изузетно неразвијена земља под влашћу султана Саида бин Тајмура који је владао апсолутистички и уз подршку Уједињеног Краљевства. Султан је поврх свега забранио сва модерна технолошка достигнућа како би одржао конзервативни систем.
Дофар је као провинција Омана био подвргнут економској експлоатацији, становници Дофара који говоре различите јужноарабијске дијалекте су били подвргнути већим репресијама него други Оманци.
Дофар се налази у плодној долини у којој се такође налазе и градови Салала, Мугсаил, Така и Мирбат. У пограничном појасу су планине и брда Џебел Дофар. Од јуна до септембра сваке године, ове планине су подложни монсунима што доводи до тога да за разлику од већине Арабијског полуострва, Дофар има густу вегетацију која је већим делом године изузетно бујна и зелена.

## Почетак сукоба
Године 1962. незадовољни племенски вођа Мусалим бин Нафл, основао је ,,Дофарски ослободилачки фронт" (DLF) и добио подршку Краљевине Саудијске Арабије која је у то време била у сукобу са Оманом због контроле над оазом Бураими. Саудијци су пре тога већ подржали две неуспешне побуне у Џебел Ахдару, у унутрашњости Омана током 1957-59. Побуњеници су такође добили подршку и протераног имама Галиба бин Алија који је предводио претходне побуне.
Бин Нафл је заједно са својим људима на готово епски начин прошао Празну четврт како би дошао до Дофара. Током децембра 1962. бин Нафл је са својим герилцима извршио диверзантски напад на британски војни аеродром у граду Салала, а такође је нападао возила и постројења нафтне индустрије али су се побуњеници брзо повукли и од стране Саудијаца су били послати у Ирак како би прошли додатну герилску обуку.
Од 1964. побуњеници су се користили тактиком „удари и бежи" па су на тај начин нападали поседе нафтних компанија па чак и државне поште. Многи од побуњеника „Дофарског ослободилачког фронта" су били бивши припадници султанове војске и паравојних извиђача који су инспирисани исламизмом одлучили да се одметну.
Султан се ослањао на „Дофарске снаге" које су бројале свега 60 људи регрутованих од локалног становништва, а чији задатак је био да одржавају ред у тој области. Априла 1966. чланови ове групе су покушали да убију султана Саида бин Тајмура. Овај атентат је променио природу конфликта, а султан се повукао у своју палату у граду Салала након чега више никад није виђен у јавности. Ова одлука је допринела побуњеницима који су у народу разгласили причу како њиховом земљом владају Британци преко „невидљивог султана". Султан је такође покренуо велику офанзиву против побуњеника, супротно од саветовања британских војних саветника. Војска се служила тактиком „тражи и уништи" па су тако многа села у Дофару била спаљена, а бунари затрпани или уништени како би побуњеницима били ускраћени сви извори намирница и воде.

## Охрабрени покрет
Од почетка сукоба у Дофару, Насеристи и други левичари из суседног Протектората Адена (који је 1963. подељен na Протекторат Јужне Арабије и федерацију), су подржавали побуњенике и били умешани у сукобе. Два догађаја су током 1967. била од кључног значаја да се Дофарски рат продужи и добије шири заплет, један је био Шестодневни рат који је у Арапском свету радикализовао ставове становништва, а други је био повлачење британаца из Адена и оснивање Јужног Јемена под контролом комуниста који су подржавали побуну. Од тог тренутка, побуњеници су добијали оружје, опрему и намирнице, а такође и нове борце из суседног Јужног Јемена. Кампови за обуку су били у граду Хавф који је свега неколико миља удаљен од Оманске границе. Тиме је побуна добила елементе комунизма, побуњеници су изгубили подршку Саудијске Краљевине али су добили подршку социјалистичких држава попут НР Кине и СССР.
Маја 1968 напад једног батаљона султанове војске на село Дефа код Џабал Камара је заустављен од стране сада већ добро наоружаних, опремљених и истренираних побуњеника.
На другом конгресу побуњеничког покрета, у септембру 1968, већина кључних позиција је прешла у руке радикала, а сам покрет је преименован у ,,Народни фронт за ослобођење окупираног Арабијског залива" (PFLOAG). Искорак ка марксизму-лењинизму им је осигурао подршку Јужног Јемена и НР Кине. Кинези су брзо подржали покрет PFLOAG јер је био састављен од сељака, давајући му јак маоистички кредибилитет. Кинези су ово видели и као прилику да се супротставе совјетском утицају у Индијском океану па су брже боље успоставили амбасаду у Адену и ступили у контакт са побуњеницима како би их снабдевали оружјем. Такође су и инструктори из Совјетског Савеза обучавали побуњенике герилском ратовању и додатно их политички индоктринирали.
Трансформација побуњеника, осигурана новим совјетским и кинеским наоружањем и бољим тренингом, осигуравала је да PFLOAG постане ефективна оружана сила. Какогод, ово је довело и до разлаза међу побуњеницима, па је тако његов оснивач бин Нафл напустио покрет сматрајући да ће комунизам наштетити народу и борбеном циљу побуњеника. Његов официр, Саид бин Гер је био међу првим утицајнијим дезертерима који су прешли на страну монархиста. Покрет је сада остао чисто комунистички, а након бројних почињених злочина над цивилним становништвом је почињао да губи подршку у народу јер су се земљопоседници, али и сиромашнији слојеви бојали да ће им комунисти отети имовину и начинити их сиромашнијима. 
Какогод, борци PFLOAG-а су до лета 1969 заузели већину руралних области Дофара, а контролисали су и једини пут кроз њега, онај од Салале до Тумраита на северу. Комунисти су били одлично наоружани, поседујући пушке АК-47, тешке митраљезе, минобацаче и вишецевне ракетне лансере од 122 и 140mm и готово неограничене количине муниције, за разлику од монархистичких снага које још нису добијале готово никакву помоћ са стране.
Комунисти су до 1970 контролисали целу провинцију Дофар изузев неколико градова које су монархисти чврсто бранили. Одмах је започета и социјална револуција па је пет истакнутијих шеика бачено у провалију са 200m, остали земљопоседници су углавном стрељани заједно са својим синовима. Деца до 14 година су отимана из сељачких породица и слата у Јужни Јемен на обуку, а старији младићи су слати чак и у СССР или Кину на герилску обуку и индоктринацију.
Монархистичке снаге под командом султана су 1968 у Дофару бројале свега око 1.000 људи, војног рока и мобилизације није било, па се султан морао ослањати само на професионалну и плаћену војску која је пак била слабо наоружана, углавном опремом из Другог светског рата, попут пушака Ли—Енфилд које су биле застареле у односу на АК-47 које су комунисти поседовали. Монархисти су такође имали мањак муниције, а ни обућа ни одећа им нису биле усклађене за такав терен. Ситуација се поправила тек 1969 када су старе пушке замењене модерним ФН ФАЛ. Јединице султанове војске нису биле обучаване за борбу против гериле па су избегавали планинске окршаје и бранили су урбане средине. Такође ниједан Оманац није држао чин већи од поручник-а због унутрашњег неповерења и страха од издаје. Комунисти су користили диверзантске тројке док омански војници нису могли да се крећу по планинама у формацијама мањим од чете и били су ограничени на простор Салале са околином. Повремено ескадриле британског РАФ-а као и артиљеријске батерије Јорданске и Оманске војске су биле ангажоване у заштити аеродрома у Салали од диверзије или артиљеријског напада.
Формирана је још једна побуњеничка група под именом ,,Национални демократски фронт за ослобођење Омана и Арабијског залива" (NDFLOAG). Извели су неколико неуспешних напада након чега су уништени. Ово је уверило султана да је држави потребно ново руководство.

## Пуч
Дана 23. јула 1970 је изведен пуч против султана Саида. Пуч је изведен готово без крви, а рањена су само двојица телохранитеља. Султан је емигрирао у Лондон, а наследио га је син Кабус ибн Саид ел Саид који је одмах започео велике социјалне, образовне и војне реформе у држави. Кабус је добро образован, прво у Салали као дечак од стране једног старог Арапског учењака, а потом је завршио и Краљевску војну академију Сандурст, након чега је ступио у пук Камеронаца (познатији као Scottish Rifles). Такође је путовао по Британији и упознао иднустријске и административне центре. Његов план у пет тачака се састојао из:
- Генерална амнестија за све који су се противили његовом оцу
- Крај архаичном статусу Дофара по којем је био султаново власништво и његова инкорпорација у састав државе као јужне покрајине
- Ефективна војна акција против побуњеника који одбију да се предају
- Снажни национални програм развоја
- Дипломатска иницијатива како би Оман био признат као равноправна Арапска држава са својом владом и дипломатска изолација комунистичког јужног Јемена како би га спречили да добија подршку из других арапских земаља.

Одмах након пуча, припадници британског САС-а су стигли у Оман како би подржали антипобуњеничке активности. За пораз комунистичких побуњеника су идентификовали 4 кључних тачака које је потребно испунити:
- Боља цивилна администрација и кампања привлачења становништва
- Паметније окупљање и сортирање
- Ветеринарска помоћ
- Медицинска помоћ становништву.

Убрзо су пристигли лекари који су помагали народу и уверавали га да их султан воли и да мисли на њих. Британска влада је такође издвојила и новац којим је покренут Дофарски развојни програм којим је требало привући становништво на страну државе кроз модернизацију земље и бољи животни стандард. Комунисти тако нешто нису могли да остваре својом репресивном идеологијом која доводи до економске стагнације (заостајања).
Главни напор је предузет како би се спречила комунистичка пропаганда и њено ширење. Монархисти су се служили традиционалним и верским мотивима како би привукли народ док су комунисти више пажње посвећивали материјалним стварима. Монархисти су сељацима делили јапанске транзисторе на батерије како би слушали вести. Монархистичка пропаганда је била чињенична и убедљива док су комунисти често претеривали у лажном извештавању преко радио Адена што се сељацима није допадало јер су годинама искушавали њихову „правду", репресију и пљачку. Државна тактика привлачења народа је уродила плодом.

## Контраофанзива монархиста
Један корак који је значајно утицао на ток рата је објава амнестије за побуњенике који се предају и заштиту њихових породица од освете комуниста. Власт је такође нудила и новчану надокнаду партизанима који се предају, уз бонус уколико понесу и оружје са собом. Следећи идеолошки разлаз између побуњеника PFLOAG-a и DLF-a, неколико истакнутијих побуњеничких вођа је прешло на страну монархиста, укључујући и самог бин Нафла и његовог заменика Салима Мубарака који је командовао источним регионом. Побуњеници прешли на страну султана су формирали паравојну формацију „Фиркат" коју су додатно обучавали британски иструктори. Они су служили за ширење државне пропаганде међу сељацима имајући у виду да су и сами пореклом локалци па је било лакше користити њих неголи људе из других области, а такође су многи од њих имали и рођаке у партизанима које су позивали на предају.

Први озбиљнији корак као успостављању реда и гушењу побуне је предузет октобра 1971 са операцијом „Јагуар" у којој је учествовало пет јединица Фирката и два ескадрона британског САС-а. Након тешких борби са комунистима, заузели су енклаву на планини Самхан одакле су могли даље напредовати. САС-овци су донели и нова оружја попут основног митраљеза FN MAG и тешког M2 Браунинг који је успешно парирао ДШК. Дотад су монархисти од оружја за подршку поседовали једино пушкомитраљезе BREN. 
У међувремену, регуларне јединице султанове војске су увећане и и опремљене. Официри и подофицири из британске и пакистанске војске били су убачени у све јединице (обично је било по 22 британаца у сваком пешадијском батаљону) док су се Омански младићи обучавали и школовали како би касније преузели њихове позиције у Оманској војсци. Британски специјалисти попут артиљеријских извићача су се такође налазили у Оману неколико година.
Монархистичке снаге су настојале да пресеку снабдевање комунистима па су растегли фронт по непроходоним планинама како би спречили транспорт оружја и муниције из јужног Јемена. Комунисти су се нашли у тешкој ситуацији и почели да пружају жесток отпор у покушају да се извуку али су овог пута монархисти имали иницијативу и испуњавали постављено.
Оманско краљевско ваздухопловство је ојачано набавком авиона BAC Strikemaster који су коришћени за напад на копнене циљеве. Такође су набављени и хеликоптери попут Бел UH-1 Ироквојс Хјуи. Хеликоптерску подршку за извиђање су пружали и британци. 17. априла 1972 батаљон Оманске војске је извео хеликоптерски десант како би заузели позицију Симба поред Сарфаита, на граници са јужним Јеменом. Они су заузели позиције са којих се контролишу партизански путеви снабдевања али нису успели потпуно да их блокирају. Због отежаног ваздушног снабдевања, монархисти су били приморани да напусте неколико других положаја али је Сарфаит остао у њиховим рукама до краја рата.

## Пораз комуниста
Одмах након што је НР Кина успоставила односе са Ираном, сва подршка и помоћ Дофарским партизанима је прекинута јер је Кина променила став о тероризму као методи борбе против совјетског утицаја.
Као резултат разних мера предузетих од стране монархистичких снага довеле су до тога да комунисти остану без снабдевања и из суседног јужног Јемена. Нашавши се у тешкој ситуацији, комунисти су покушали напад на град Мирбат како би олакшали свој положај, 250 побуњеника је напало град који је бранило стотинак Фирката и полицајаца, као и један одред САС-а. Напад на град је засутављен уз тешке губитке побуњеника.
Од тог тренутка, пораз комуниста је био неизбежан и очигледан. Јануара 1974, након нових подела и дезертерства, побуњенички покрет је преименован у ,,Народни фронт за ослобођење Омана" До овога је дошло након губљења подршке Совјетског Савеза и НР Кине. У међувремену, комунисти су протерани из области Џабал Кара и Џабал Самхан и потиснути у западне делове Џабал Камара.
Као резултат дипломатске иницијативе султана Кабуса, ирански краљ Мохамед Реза Пахлави је 1973 одлучио послати једну бригаду Иранске војске од 1.200 војника, укључујући и хеликоптере за подршку. Иранско ваздухопловство је изводило ваздушне ударе авионима F-4 фантом. Ирански транспортни хеликоптери су се показали корисним за снабдевање изолованих позиција монархиста као што је Симба. Током 1974 је Иранска подршка појачана па се број попео на 4.000 војника. Иранци су покушавали да успоставе нову линију блокаде, ,,Дамаванд" линију која би довела до слома побуњеника. Снажан отпор комуниста и њихова артиљеријска подршка из јужног Јемена су успорили овај план за неколико месеци али су Иранци на крају успели ослободити град Рахкут који су комунисти годинама користили као своју престоницу.
Какогод, комунисти су и даље пружали отпор. Јануара 1975, Оманска војска је покушала да заузме главну побуњеничку логистичку базу у Шершити пећинама, напад је прошао неуспешно јер су војници упали у заседу и претпрели теже губитке.
Током наредних месеци, војска је заузела писту у граду Дефа али је није могла употребити током јесени. Трупе из јужног Јемена су прешле границу и директно помагале побуњеницима који су по први пут употребили и з-в ракетне лансере Стрела-2. Прерана употреба овог оружја им је онемогућила да искористе прилику и изненаде монархистичке снаге. Такође, Оманско краљевско ваздухоплвоство је од Јордана набавило 31 авион Хокер хантер. Стрела-2 је била много мање ефективна против ових авиона неголи против Strikemaster-a.
Октобра 1975 монархисти су покренули последњу офанзиву. Напад из Симбе, замишљен да буде диверзија је ипак био врло успешан и монархисти су заузели кланце и висове на надморским висинама од 900m и избили на обале код Далкута и коначно одсекли побуњенике од границе са јужним Јеменом. Док су Иранци напредовали према главном штабу и Шершити пећинама, још један Омански батаљон је напредова из Дефа претећи да опколи преостале комунисте у Џабал Камару. Хокер хантер авиони Оманског краљевског ваздухопловства су извели ваздушни напад на позиције артиљерије у јужном Јемену. У наредних неколико месеци, преостали комунисти су се предали или су убијени. Монархисти су победу прогласили јануара 1976 али су се мањи инциденти наставили и касније све до 1979 када је убијен и последњи одметник.